# Lubrificant dermatològic
Els llubrificants dermatològics són substàncies dissenyades per reduir la fricció entre la pell i la pell, o entre la pell i instruments o joguines. La paraula prové del llatí «lubricus» que vol dir que fa relliscar No se l'hauria de confondre amb les cremes hidratants, que tot i tenir una capacitat lubricativa són mescles complexes que s'utilitzen per a humitejar la superfície cutània.
De vegades són utilitzats com vehicle per la transmissió de substàncies farmacèutiques. Antigament, els vehicles més usats per a proporcionar la lubricació cutània són bases de vaselina o combinacions de lanolina i vaselina. Més recentment es van desenvolupar els gels a base d'aigu o lubrificants a base de silicona. Quan contenen poca o gens d'aigua es coneixen com a ungüent, amb un 20 a un 50% d'aigua se'ls denomina cremes.